# Mykola Azarov
Mykola Janovytj Azarov (ukrainska: Микола Янович Азаров; ryska: Николай Янович Азаров, Nikolaj Janovitj Azarov), ursprungligen Pachlo (ukrainska och ryska: Пахло), född 17 december 1947 i Kaluga, Ryska SFSR, Sovjetunionen (nu Ryssland), är en ukrainsk politiker. Han var Ukrainas premiärminister från den 11 mars 2010 fram till den 28 januari 2014, samt tidigare under två korta perioder i slutet av 2004 och början av 2005. Han var även vice premiärminister och finansminister i Ukraina 2002–2005 samt 2006–2007.

## Biografi
Azarov avlade doktorsexamen i geologi och mineralogi vid Moskvauniversitetet. År 1984 bosatte han sig i Ukrainska SSR. Efter Sovjetunionens upplösning valdes han 1994 till det ukrainska parlamentet Verchovna Rada 1994, och tjänstgjorde där som chef för budgetkommittén 1995–97. Han var också chef för den skatteförvaltningen 1996–2002. Tillsammans med den avlidne ministern Heorhij Kirpa lyckades Azarov att behålla mycket nära band med Leonid Kutjma under hans två presidentperioder. 
Azarov är teknokrat snarare än politiker. Han utsågs till förste vice premiärminister och finansminister i slutet av november 2002, då Viktor Janukovytjs första regering tillträdde. Under Janukovytj–Azarovs styre genomfördes en rad ekonomiska reformer, bland annat skatte- och pensionsreformer. Den årliga tillväxten av Ukrainas BNP nådde 109,6 procent år 2003 och 112,1 procent år 2004 (jämfört med 102,7 procent år 2005); kapitalplaceringarna ökade med 131,3 procent respektive 128 procent (jämfört med 101,9 procent år 2005). 
Azarov tjänstgjorde först som tillförordnad premiärminister från 7 december till 28 december 2004, efter att Viktor Janukovytj entledigats av president Kutjma med anledning av den orangea revolutionen. Efter krisen försökte Janukovytj återuppta sitt arbete som premiärminister, men misslyckades med detta och tillkännagav sin avgång den 31 december. Janukovytjs regering avgick officiellt 5 januari 2005, och Azarov utsågs åter till premiärminister. Han tjänstgjorde i den positionen till strax efter installeringen av Viktor Jusjtjenko som president. Azarov ersattes 24 januari 2005 av Julia Tymosjenko. 
Azarov förblev en stark politisk allierad med Janukovytj som parlamentsledamot för Regionernas parti. När Janukovytj åter blev premiärminister 4 augusti 2006, utsågs Azarov till förste vice premiärminister och finansminister. Då Janukovytj blivit president förordade han den 21 februari 2010 tre kandidater till premiärministerposten: affärsmannen Serhij Tihipko, förre utrikesministern Arsenij Jatsenjuk och Azarov. Parlamentet utnämnde Azarov till premiärminister den 11 mars, med 242 av 343 röster.
I samband med de så kallade Euromajdan-protesterna avgick Azarovs regering i januari 2014. Följande månad flydde Azarov till Ryssland. På begäran av ukrainska myndigheter efterlystes han i januari 2015 av Interpol, misstänkt för förskingring. I januari 2022, en dryg månad innan Rysslands invasion av Ukraina, påstod Storbritanniens utrikesdepartement att man hade information om att den ryska regeringen planerade att installera Azarov som ledare för en prorysk regering i Ukraina. Uppgifterna förnekades av Rysslands utrikesdepartement.

## Utmärkelser

### Ukraina
- Tredje klassen av Förtjänstorden, 1996[6]
- Andra klassen av Förtjänstorden, 1999[7]
- Första klassen av Förtjänstorden, 2000[8]
- Femte klassen av Furst Jaroslav den vises orden, 2004[9]

### Utländska utmärkelser
- Officerskorset av Storfurst Gediminas orden (Litauen), 1998[8]
- Vänskapsorden (Ryssland), 2007[10]
- Storkorset av Rio Branco-orden (Brasilien), 2009[8]
- Ärans orden (Ryssland), 2012[11]